# 小河文化
小河文化是一片位于罗布泊沙漠中的古代文化，其小河墓地曾经出土过微笑公主，该文化为中国最早的青铜器文化之一。